# Thiết Tây, Thẩm Dương
Thiết Tây (tiếng Trung: 铁西区, Hán Việt: Thiết Tây khu) Là một quận của thành phố Thẩm Dương (沈阳市), tỉnh Liêu Ninh, Cộng hòa Nhân dân Trung Hoa. Quận này có diện tích 39 km2, dân số 800.000 người, mã số bưu chính 110021. Quận lỵ đóng tại số 1 đường Kiến Thiết Trung. Quận Thiết Tây có 20 nhai đạo, các đơn vị này lại được chia ra 196 ủy ban khu cư.